# La metamorfosis (1962)
La metamorfosis es una película escrita y dirigida por el cineasta venezolano Ángel Hurtado en 1962. Se estrenó inicialmente en la Televisora Nacional, Canal 5. En 1964 se estrenó en el Teatro Palace de Caracas. Se trata de su segunda película de ficción de Hurtado.

## Argumento
Se trata de una adaptación de la novela de Franz Kafka según la traducción de Jorge Luis Borges. Como en la novela, en la película ocurre que una mañana, después de un sueño intranquilo, Gregorio Samsa trata de levantarse para asistir a su trabajo, pero se da cuenta de que durante la noche se ha transformado en un monstruoso insecto; al darse cuenta de lo tarde que es, intenta comenzar sus actividades diarias habituales, pero al estar acostado sobre su espalda, no logra levantarse de la cama.
El gerente de su trabajo llega a casa de Gregorio después de preguntar la razón del retraso tan inusual en Gregorio. Después de largos y penosos esfuerzos, Gregorio, cuya voz peculiar trata de engañarlo y rechaza abrir la puerta y asomar la cabeza por el resquicio. El gerente se impacienta por la falta de explicaciones de Gregorio y comienza a agobiarlo con reproches por su falta de rendimiento, pero, al verlo convertido en un insecto, huye horrorizado.

## Personajes
- Rafael Briceño como Gregorio Samsa
- Ninón Racca como Grete Samsa, hermana de Gregorio
- Estelita Echezábal, como señora Samsa, madre de Gregorio
- César Castillo López como señor Samsa, padre de Gregorio
- Miguel Ángel Fuster, Alberto Torija y Alfredo Chacón como los tres huéspedes
- Jesús Maella como el gerente
- Victoria Nolasco como la criada

## Legado
Esta película es una de las primeras adaptaciones hechas de esta novela de Kafka.La película contó con una banda sonora de música concreta y electroacústica compuesta por Miguel Ángel Fuster.